# Крынкин, Геннадий Яковлевич
Геннадий Яковлевич Крынкин (14 апреля 1937, Москва — 22 июня 2008, там же) — советский и российский актёр театра и кино, народный артист РСФСР (1988).

## Биография
Геннадий Крынкин в 1954 году поступил на факультет судовождения ЛВИМУ имени адмирала С. О. Макарова, в котором отучился 1 семестр, затем в Московском автомеханическом институте, работал резальщиком в типографии.
В 1958 году поступил в Студию при Центральном детском театре, где его учителями были Мария Осиповна Кнебель, Анатолий Васильевич Эфрос и Анна Алексеевна Некрасова. Дипломным стал спектакль, поставленный по рассказу Юрия Казакова «На полустанке», работа над которым велась совместно с режиссёром Л. Хейфецом (с ним впоследствии Крынкина судьба свела в Театре армии). По окончании учёбы в 1961 году два года служил в «Современнике».
С 1963 года — актёр Театра Советской армии.
Почти вся творческая биография Геннадия Яковлевича неразрывно связана со сценой театра Российской армии.
На сцене Театра Советской Армии Крынкиным создана целая галерея незабываемых ролей, многие из которых вошли в историю отечественного театра.
Артист, обладающий мощным стихийным темпераментом, он был равно ярок и убедителен, как в героических, так и в остро характерных ролях. От природы наделённый запоминающейся фактурой и особенным голосом: густым и низким, Крынкин обладал специфической манерой произнесения монологов — словно через силу, отчего выигрывал в убедительности создаваемых образов.
Геннадий Яковлевич Крынкин скончался 22 июня 2008 года в Москве. Похоронен на Кузьминском кладбище.

## Творчество

### Роли в театре
1. «Мой бедный Марат» А. Арбузова — Марат
2. «А зори здесь тихие» Б. Васильева — Васков
3. «Дядя Ваня» А. Чехова — Астров
4. «Птицы нашей молодости» И. Друце — Павел Руссу
5. «Оптимистическая трагедия» Вс. Вишневского — Вожак
6. «Палата № 6» по А. Чехову — доктор
7. «Статья» Р. Солнцева — Рыкунов
8. «Павел I» Д. Мережковского — граф Пален
9. «На бойком месте» А. Н. Островского — Бессудный
10. «На дне» М. Горького — Лука
11. «Сердце не камень» А. Н. Островского — Потап Потапович
12. «Рядовые» А. Дударева — Дервоед
13. «Смерть Иоанна Грозного» А. К. Толстого — Иоанн Грозный

### Фильмография
1. 1963 — Хозяйка Медвежьей речки — Андрей Потапенко
2. 1963 — Если ты прав… — Коля, он же Жоржик
3. 1964 — Банкир  — Андрей Тур
4. 1965 — Рано утром — Костя Рубакин, жених Ольги
5. 1967 — Особое мнение — Игорь Петриченко
6. 1969 — Винтовки Тересы Каррар (фильм-спектакль)
7. 1970 — Чудный характер — инженер Омельченко
8. 1973 — Следствие ведут знатоки. Дело N8. Побег — участковый инспектор Иван Егорович Скапкин
9. 1973 — Ступени — комиссар Кобзин (прототип - П.Кобозев)
10. 1978 — Стратегия риска — Пётр Матвеевич Уланов
11. 1979 — По данным уголовного розыска — Степан Полесов, сотрудник МУРа
12. 1981 — Следствие ведут знатоки. Дело N16. Из жизни фруктов — Михаил Юрьевич, начальник Чугунниковой.
13. 1982 — Семейное дело
14. 1985 — Прыжок — Малец
15. 1986 — Рядом с вами — Олег Николаевич
16. 1987 — Статья (фильм-спектакль) — Рыкунов
17. 1990 — Войди в каждый дом — Коробин
18. 1993 — Внутренний враг
19. 1995 — Нефертити — Эйе

### Радиоспектакли
1. 1988 — Ловушка — комиссар полиции (спектакль по пьесе французского драматурга Робера Тома - "Ловушка для одинокого мужчины").